# Niels Clausen
Niels Clausen (død 15. december 1531 på Silkeborg Slot) var biskop i Århus Stift fra 1491-1520.
I 1489 kendes han som kannik i Roskilde. I 1491 blev han ved biskop Ejler Madsen Bølles tilbagetræden biskop i Aarhus. Som sådan indtog han en anset stilling og fuldførte Århus Domkirkes ombygning, navnlig udsmykningen af koret. Han forekommer af og til i tidens statsakter, og var fra omkring 1503-1516 lensmand ved Skanderborg Len med 10 tilliggende herreder. I 1520 resignerede han til fordel for Ove Bille mod at beholde Silkeborg Slot, som ejedes af Århus Stift og Hads Herred m.m. i forlening af Kronen. I 1523 deltog han tillige med Ove Bille i den frugtesløse mægling mellem Christian 2. og de jyske oprørere. Han har deltaget i udstedelsen af Frederik 1.s håndfæstninger, men synes i den følgende tid at have trukket sig tilbage fra det offentlige liv. Han døde på Silkeborg Slot 15. december 1531 og ligger begravet i Århus Domkirke. 